# Божурка
Божурка (болг. Божурка) — село в Болгарии. Находится в Тырговиштской области, входит в общину Тырговиште. Население составляет 280 человек (2022).

## Политическая ситуация
В местном кметстве Божурка, в состав которого входит Божурка, должность кмета (старосты) исполняет Хрюстем Мехмедов Хрюстемов (Движение за права и свободы (ДПС)) по результатам выборов.
Кмет (мэр) общины Тырговиште — Красимир Митев Мирев (инициативный комитет) по результатам выборов.